# میخاو روسا
میخاو روسا (لهستانی: Michał Rosa؛ زادهٔ ۲۷ سپتامبر ۱۹۶۳) کارگردان فیلم، و فیلم‌نامه‌نویس اهل لهستان است.
از فیلم‌های او می‌توان به سکوت، خراش و خودِ زندگی اشاره کرد.